# Brachythemis contaminata
Brachythemis contaminata – gatunek ważki z rodziny ważkowatych (Libellulidae). Występuje w południowej, południowo-wschodniej i wschodniej Azji – od Indii, Sri Lanki i Nepalu na wschód po Indonezję, Filipiny, Tajwan i Japonię.